# Pedro Silva Gil
Pedro Silva Gil (Lima, 2 de agosto de 1820 - Huamachuco, 10 de julio de 1883) fue un militar peruano. Al estallar la Guerra del Pacífico en 1879 se hallaba ya retirado, pero solicitó y obtuvo su vuelta al servicio, siendo nombrado Jefe de Estado Mayor del Ejército Defensor de Lima. Peleó en las batallas de San Juan y Miraflores en 1881. Luego se unió a la resistencia de la sierra encabezada por el general Andrés A. Cáceres y murió en la batalla de Huamachuco.

## Biografía
Fue segundo hijo del matrimonio de Remigio Silva y María Gil, residentes en el barrio de San Lázaro, en Lima. Su padre fue un destacado patriota, miembro de la red de conspiradores en la entonces capital del Virreinato del Perú, y hermano de Brígida Silva de Ochoa, otra distinguida patriota.
Hermanos suyos fueron entre otros, el capitán de fragata José Manuel Silva, la monja de convento de las Trinitarias Carmen Silva, y Manuel Trinidad Silva, que fue director general de Justicia.
Se inició en la carrera de las armas en 1841, y por su destacada actuación en diversas campañas mereció sucesivos ascensos, hasta llegar a la clase de general de Brigada. Llegó a ser jefe de Estado Mayor e inspector general del Ejército.
Al estallar la Guerra del Pacífico se hallaba ya retirado, pero pese a sus años, solicitó un puesto de responsabilidad en el ejército nacional. Se accedió a su solicitud, y en 1880 se le confió la jefatura del Estado Mayor General del Ejército Defensor de Lima a órdenes del dictador Nicolás de Piérola.
Pese a ser veterano, supo adaptarse a las tácticas modernas y contribuyó a la organización, equipamiento e instrucción del ejército destinado para la defensa de Lima, sobreponiéndose a las grandes dificultades. Concurrió a las batallas de San Juan y Miraflores, el 13 y 15 de enero de 1881 y actuó directamente en el campo de batalla. Durante la batalla de San Juan y Chorrillos, dispuso que el batallón Huánuco avanzara al cuello del Cerro "Viva el Perú", que el batallón Paucarpata lo secundara y que el batallón Áncash reforzara a la división Cáceres; ordenó también el retiro de Belisario Suárez y que la caballería se trasladara en apoyo de César Canevaro. Todas sus medidas retardaron el avance del enemigo, dando muestra de iniciativa, pese a las deficiencias de sus tropas tanto en entrenamiento como en material bélico.
Al desencadenarse la batalla de Miraflores, Silva se trasladó inmediatamente al flanco derecho peruano en apoyo del violento contraataque que efectuaron las armas peruanas, conduciendo personalmente los refuerzos de la línea entre Cáceres y Suárez. Resultó herido en la acción.
Ya repuesto de sus heridas, marchó a la Sierra para continuar la guerra de resistencia, bajo las órdenes de Cáceres. En las vísperas de la batalla de Huamachuco, en una noche, con una compañía del batallón Zepita entró a la ciudad y se apoderó de parte de la caballería chilena.
Durante la batalla de Huamachuco, Silva resultó herido en un muslo y le mataron el caballo, pero no quiso retirarse del campo. Cubriéndose con un pañuelo la herida, continuó luchando, hasta que un machetazo en la cabeza le cegó la vida, al pie del Cerro Sazón.
Sus restos trasladados a Lima en 1889, reposaron en el Cementerio Presbítero Matías Maestro hasta que en 1908 fueron transferidos a la Cripta de los Héroes dentro de dicho cementerio, donde descansan hasta la actualidad.